# Riccardo Crosa
Riccardo Crosa (Siracusa, 7 novembre 1967) è un fumettista, disegnatore e illustratore italiano.

## Biografia
Riccardo Crosa ha collaborato come illustratore con numerose case editrici, tra le più importanti Stratelibri (le edizioni italiane dei manuali di alcuni giochi di ruolo tra cui Cyberpunk 2020, Stormbringer, Il Dungeon della Morte), Mondadori (in particolare sulla serie Candy Circle) e Gruner und Jahr (per Focus Giochi e Focus Junior).
Disegna per Star Comics due numeri di Agenzia Incantesimi (Cleopatra e Furia Selvaggia) e Jonathan Steele (La Città delle Speranze Perdute e parte di Gli occhi della fenice), per Kappa Edizioni un albo di Lupin III Millennium (La Verità Infranta). Dal 2015 entra nello staff di Sergio Bonelli Editore lavorando per la serie Dragonero e Dragonero Adventures.
Suoi sono i disegni anche delle serie francesi di Sanctuaire Redux (5 tomi, il quinto disegnato da Andrea Rossetto), Sanctuaire Reminded (edita da Humanoides Associees e parzialmente tradotta anche in Italia da Stratelibri ma interrotta al secondo volume), Synchrone (Ed. Le Lombard, tre tomi), Vigilantes (Ed. Soleil, 4 tomi) e lo one shot Highgate (Ed. Soleil).
Come autore inventa e disegna il mondo e i personaggi di Frusco il Feligno (13 albi più un libro raccolta, progetto speciale per la didattica di Rilegno) e Rigor Mortis, il Genio del Male. Di quest'ultimo vi è inoltre una produzione parallela, insieme all'editore Stratelibri, di giochi da tavolo Kragmortha, di carte Sì, Oscuro Signore! (tradotto in 9 lingue), e romanzi (scritti da Luigi Lo Forti).
Nel 2011 gli è stata dedicata una mostra a Fusignano.